# Кальта (притока Великої Уси)
Ка́льта (рос. Кальта) — річка в Куєдинському районі Пермського краю, Росія, ліва притока Великої Уси.
Річка починається на східній околиці села Пантелєєвка. Протікає спочатку на південний захід до села Дубленьовка, потім повертає на північний захід до села Чиганда. Нижня течія тече в північному напрямку. Впадає до Великої Уси за 2 км від її гирла. Середня та нижня течії проходять через лісові масиви тайги. Приймає декілька дрібних приток.
На річці розташовані села Пантелєєвка, Дубленьовка, Чиганда та Кальта. В останньому збудовано автомобільний міст.